# Совет монархических съездов
Совет монархических съездов — коллегиальный орган, созданный для координации монархического движения в Российской империи в ноябре 1915 года. Создание такого органа было вызвано необходимостью сплочения монархических сил перед лицом растущей оппозиции самодержавию, революционной пропаганды, нарастанием нестабильности в стране, как противовес консолидации антимонархических сил, выразившейся, в частности, в создании Прогрессивного блока в Государственной думе IV созыва.
Кроме того, создание такого органа призвано было сгладить противоречия и вражду между «марковским» и «дубровинским» Союзами русского народа путём включения в него представителей обеих организаций.
Совет монархических съездов был создан на Петроградском совещании монархистов 21—23 ноября 1915 года. Он был создан на основе руководящего органа совещания — Совета петроградского совещания. Первоначально в состав Совета вошли 27 человек:
- председатель — член Государственного Совета И. Г. Щегловитов,
- 2 товарища председателя — член Государственной Думы проф. С. В. Левашев и сенатор А. А. Римский-Корсаков,
- 19 членов Совета: руководитель Киевского отдела Союза русского народа о. М. П. Алабовский, член Государственного Совета граф А. А. Бобринский, генерал от инфантерии С. С. Бутурлин, руководитель Почаевского отдела СРН архимандрит Виталий (Максименко), руководитель Смоленского отдела СРН генерал-лейтенант М. М. Громыко, председатель Рязанского отдела СРН епископ Рязанский и Зарайский Димитрий (Сперовский), руководитель Одесского отдела СРН А. Т. Донцов, председатель Главного Совета Всероссийского Дубровинского Союза Русского Народа (ВДСРН) А. И. Дубровин, член Государственной Думы Г. Г. Замысловский, руководитель Харьковского отдела СРН Е. Е. Котов-Конышенко, председатель Житомирского отдела СРН генерал-майор A. М. Красильников, епископ Балахнинский Макарий (Гневушев), член Государственного Совета Н. А. Маклаков, председатель Главного Совета СРН Н. Е. Марков, камергер Высочайшего Двора князь С. Б. Мещерский, член Государственного Совета А. Н. Мосолов, видный монархический деятель К. Н. Пасхалов, одесский городской голова Б. А. Пеликан и товарищ председателя Главного Совета СРН В. П. Соколов.
- 5 секретарей Совета член главного совета СРН Л. Н. Бобров, почётный член Костромского отдела СРН B. А. Всеволожский, председатель Русского монархического союза С. А. Кельцев, председатель Николаевского отдела СРН И. В. Ревенко и член Киевского отдела СРН Г. М. Шинкаревский.

Однако среди членов нового Совета оказалось непропорционально мало известных монархистов-сторонников А. И. Дубровина. Поэтому ими сразу же по окончании Петроградского совещания было проведено монархическое совещание в Нижнем Новгороде (Всероссийское монархическое совещание в Нижнем Новгороде уполномоченных правых организаций 26—29 ноября 1915), на котором был образован альтернативный координационный орган — Президиум монархического движения.
Для предупреждения углубления раскола, на первом заседании Совета монархических съездов (21 января (3 февраля) 1916) в его состав были кооптированы многие сторонники Дубровина — председатель Одесского союза русских людей Н. Н. Родзевич, председатель Астраханской народно-монархической партии Н. Н. Тиханович-Савицкий и саратовский предводитель дворянства действительный статский советник В. Н. Ознобишин.
В середине 1916 года Щегловитов ушёл в отставку с поста руководителя Совета. На его место был избран С. В. Левашев, а в число товарищей председателя вошли А. И. Дубровин и Н. Е. Марков — лидеры противоборствующих Союзов русского народа.
Совет занимался проведением заседаний, на которых рассматривались вопросы координации монархического движения, выпускал заявления и обращения в которых, в частности, осуждал попытки проведения «альтернативных» монархических съездов, не под эгидой СМС.
В конце 1916 года деятельность Совета практически прекратилась.